# Condado de Upshur (Texas)
El condado de Upshur (en inglés, Upshur County) es una subdivisión administrativa del estado de Texas, Estados Unidos. Según el censo de 2020, tiene una población de 40 892 habitantes.
La sede del condado es Gilmer, pero la  mayor ciudad es Gladewater.
Fue fundado en 1846.

## Geografía
Tiene un área de 1535 km², de los cuales 25 km² están cubiertos por agua.